# Convitto nazionale Giovanni Falcone
Il convitto nazionale "Giovanni Falcone" di Palermo è un convitto con scuole statali interne: primaria, secondaria di I grado e liceo classico. È situato in piazza Sett'Angeli, nel quartiere Monte di Pietà di Palermo.

## Storia
Nasce ad opera dei Gesuiti col nome di "Collegio Massimo", nel 1675. Dopo l'espulsione dei Gesuiti divenne nel 1778 Real Convitto Ferdinando, per ragazzi aristocratici in condizioni disagiate. L'edificio ai primi dell'Ottocento subì un corposo restauro.
L'istituto, con il regio decreto del 18 giugno 1863 n. 786 è stato intitolato Convitto Nazionale Vittorio Emanuele II", primo re d'Italia e parte dei locali  ceduti al liceo classico Vittorio Emanuele II.
Nel 1999 il Convitto è stato intitolato a Giovanni Falcone che frequentò la scuola.
Il Convitto offre possibilità di vitto e alloggio a studenti provenienti da tutti comuni della Sicilia.
Nel 2012 vi è stato girato il film Convitto Falcone di Pasquale Scimeca.

## Opere

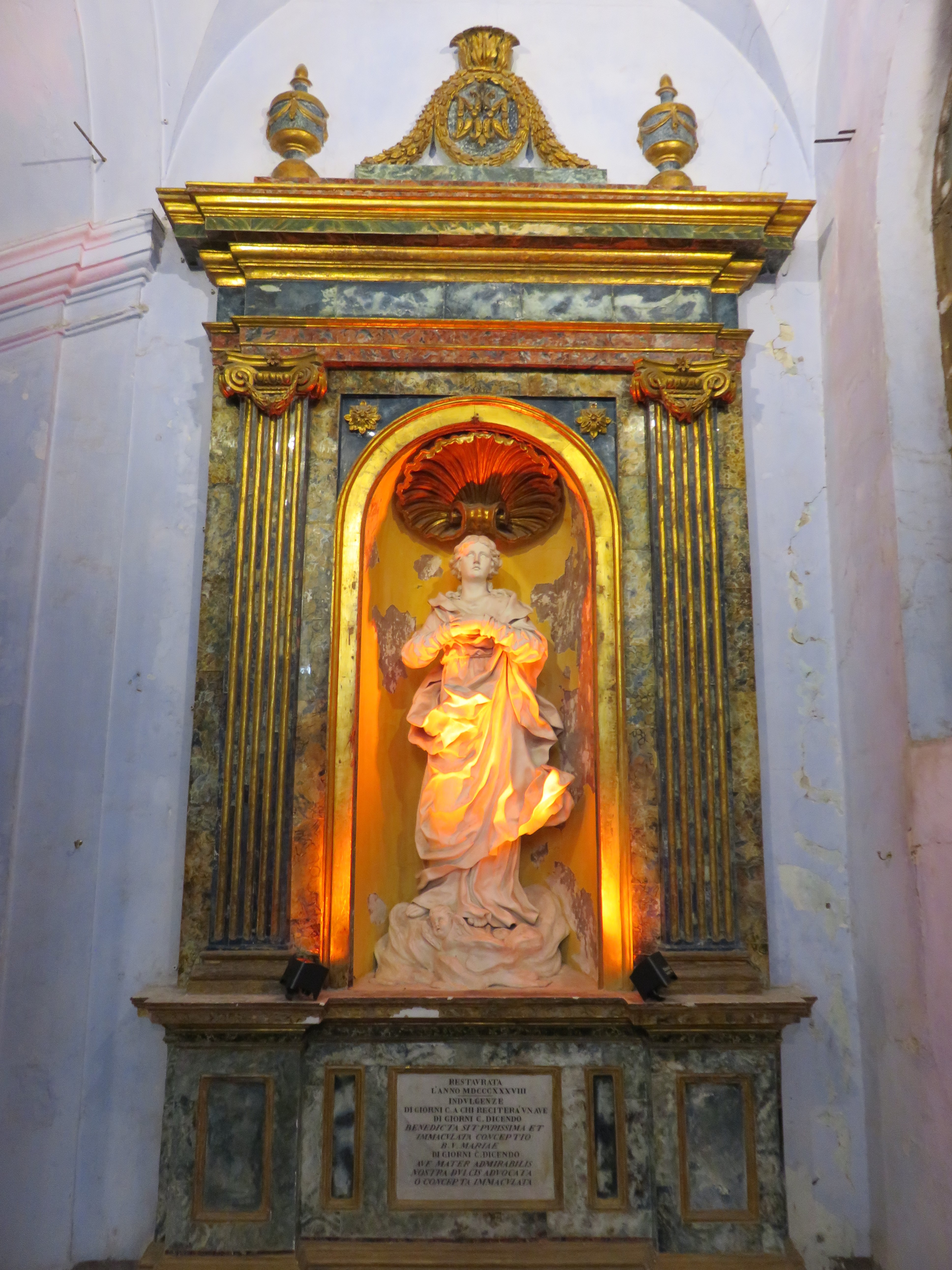
Statua dell'Immacolata

- "Scala della Madonna", con una statua dell'Immacolata opera dei Serpotta[5] [6]
- "Fonte del Redentore" (XVII sec.)
- Vergine che offre lo stendardo missionario a Sant'Ignazio di Loyola e a San Francesco Saverio, del pittore messinese Francesco Calamoneri[7]
- "Monumento ai Caduti della Grande Guerra", dell'architetto G. Rutelli